# Gaia Girace
Gaia Girace, née à Vico Equense (ville métropolitaine de Naples) le 21 octobre 2003, est une actrice italienne.
Elle est connue pour son interprétation du rôle de Raffaella Cerullo dans le feuilleton télévisé L'Amie prodigieuse.

## Biographie
Née à Vico Equense en 2003, Gaia Girace est la fille d'un agent immobilier et d'une enseignante spécialisée.
Elle commence à cultiver sa passion pour le théâtre à l'âge de 12 ans. Elle a ensuite suivi les cours de théâtre et de cinéma de Francesco Campanile à La Ribalta, une école fondée par Marianna de Martino à Castellammare di Stabia,,,.
En 2018, elle participe à l'audition qui marque le début de sa carrière, lui donnant le rôle de Lila Cerullo dans L'Amie prodigieuse, un rôle qui lui a valu une renommée internationale,,,,,.

## Filmographie partielle

### Au cinéma
- 2021 : A Future Together (court métrage)
- 2021 : I santi : Maria (court métrage)

### À la télévision
- 2018-2024 : L'Amie prodigieuse (L'amica geniale) : Raffaella “Lila” Cerullo (22 épisodes)
- 2022 : Diane de Poitiers de Josée Dayan : Catherine de Médicis (téléfilm en deux parties)
- 2023 : The Good Mothers : Denise Cosco (série télévisée)

## Documentaire
Son expérience vécue dans la série L'Amie prodigieuse est présentée dans le film documentaire italien La mia amica geniale (2018), écrit et réalisé par Clarissa Cappellani.